# Marathon van Amsterdam 2006

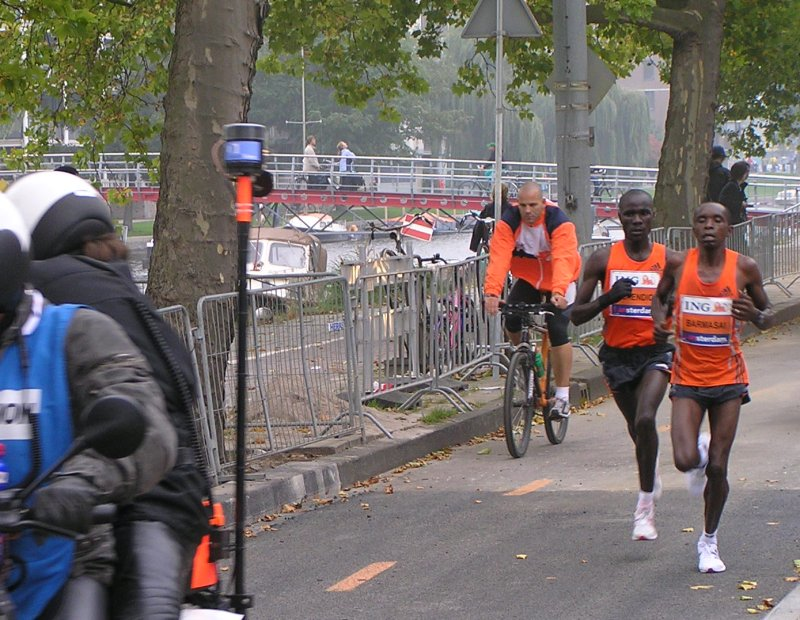
De twee finalisten, 2006

De ING Amsterdam Marathon 2006 vond plaats op zondag 15 oktober 2006 in Amsterdam.

## Uitslagen

### Mannen
| rang   | naam                 | land | tijd    |
| ------ | -------------------- | ---- | ------- |
| Goud   | Solomon Bushendich   | KEN  | 2:08.52 |
| Zilver | Bernard Barmasai     | KEN  | 2:08.54 |
| Brons  | Getuli Bayo          | TAN  | 2:10.47 |
| 4      | Stanley Leleito      | KEN  | 2:11.17 |
| 5      | Vanderlei de Lima    | BRA  | 2:11.36 |
| 6      | Albert Matebor       | KEN  | 2:11.52 |
| 7      | Francis Kiprop       | KEN  | 2:12.24 |
| 8      | Fred Kiprop          | KEN  | 2:12.34 |
| 9      | Mulugeta Wami        | ETH  | 2:13.19 |
| 10     | Fabiano Joseph       | TAN  | 2:13.24 |
| 11     | Patrick Ivuti        | KEN  | 2:14.23 |
| 12     | Msenduki Ikoki       | TAN  | 2:15.23 |
| 13     | De Souza José Telles | BRA  | 2:15.24 |
| 14     | Teklu Tefera         | ETH  | 2:15.30 |
| 15     | Hussein Adilo        | ETH  | 2:15.39 |
| 16     | Koen Raymaekers      | NED  | 2:15.50 |
| 17     | Dereje Tesfaye       | ETH  | 2:16.57 |
| 18     | Samuel Woldeamanuel  | ETH  | 2:18.23 |
| 19     | Javier Diaz          | ESP  | 2:18.24 |
| 20     | Elson Gracioli       | BRA  | 2:19.26 |

### Vrouwen
| rang   | naam                   | land | tijd    |
| ------ | ---------------------- | ---- | ------- |
| Goud   | Rose Cheruiyot         | KEN  | 2:28.26 |
| Zilver | Helena Kirop           | KEN  | 2:28.51 |
| Brons  | Leila Aman             | ETH  | 2:29.32 |
| 4      | Emily Kimuria          | KEN  | 2:29.56 |
| 5      | Ayelech Worku          | ETH  | 2:31.11 |
| 6      | Liz Yelling            | GBR  | 2:31.39 |
| 7      | Mindaye Gishu          | ETH  | 2:33.07 |
| 8      | De Pinho Sirlene Souza | BRA  | 2:35.45 |
| 9      | Martha Markos          | ETH  | 2:40.33 |
| 10     | Ingrid Prigge          | NED  | 2:41.06 |
| 11     | Charne Rademayer       | RSA  | 2:41.15 |
| 12     | Karen Hazlitt          | GBR  | 2:43.30 |
| 13     | Gilian Laithwaite      | NED  | 2:45.09 |
| 14     | Rodrigues Zeferina     | BRA  | 2:47.57 |
| 15     | Kathrine Tilma         | DEN  | 2:48.16 |

1975 ·
1976 ·
1977 ·
1978 ·
1979 ·
1980 ·
1981 ·
1982 ·
1983 ·
1984 ·
1985 ·
1986 ·
1987 ·
1988 ·
1989 ·
1990 ·
1991 ·
1992 ·
1993 ·
1994 ·
1995 ·
1996 ·
1997 ·
1998 ·
1999 ·
2000 ·
2001 ·
2002 ·
2003 ·
2004 ·
2005 ·
2006 ·
2007 ·
2008 ·
2009 ·
2010 ·
2011 ·
2012 ·
2013 ·
2014 ·
2015 ·
2016 ·
2017 ·
2018 ·
2019 ·
2020 ·
2021 ·
2022 ·
2023 ·
2024 ·
2025